# Eglal Farhi
Pour les articles homonymes, voir Farhi.
Eglal Farhi, née Eglal Zananiri le 8 avril 1922 au Caire, en Égypte, et morte le 25 septembre 2019 à Neuilly-sur-Seine, est une journaliste et enseignante franco-égyptienne. Elle sera par ailleurs directrice du club de jazz le New Morning à Paris.

## Biographie
Elle est née Eglal Zananiri, d’une famille grecque chrétienne d’Orient. La famille Zananiri a des origines qui remontent à des temps anciens, probablement au Ve siècle. Elle est élevée au Caire, mais passe ses étés d'adolescente à Alexandrie. Entre l’école religieuse et les mondanités cosmopolites de ses parents au sein de l’intelligentsia égyptienne, elle a connu l’insouciance d’une jeunesse dorée. Elle passe son bac en 1939 car « ses parents y tenaient » et possède une licence en sciences sociales.
Lors d'une visite du roi Hussein de Jordanie, elle est âgée de 26 ans, elle rencontre le photographe français Pierre Boulat qu'elle épouse et, à cette occasion, acquiert la nationalité française. Elle a une fille avec le photographe de Life. Elle devient journaliste pour Images, un hebdomadaire égyptien de langue française publié entre 1929 et 1969. En 1948, elle fait son premier séjour parisien, prévu pour durer quelques semaines, elle y restera un an.  
En 1961, elle se remarie avec Ibrahim « Berto » Farhi (ar) ابراهيم فرحي, enseigne dans une école française au Caire et continue à travailler pour différents journaux. Conséquence de la guerre des Six Jours, Ibrahim Farhi qui est juif égyptien, la famille doit quitter l'Égypte sous Nasser. Le journaliste Jean Lacouture et son épouse Simonne les accueillent à Paris. « Madame Farhi » trouve du travail au sein de la maison d'édition Le Seuil, puis au service d'information de l'ONU. Elle collabore aussi à Jeune Afrique. Ibrahim devenu Berto Farhi est un des fondateurs, en 1970, du magazine Le Point, qu'il quitte en 1982 pour prendre sa retraite.  
En 1977, Eglal Farhi se rend à Genève pour l'ouverture d’une salle de jazz, le New Morning, que dirigent ses beaux-fils, Daniel et Alain Farhi. Le club suisse ferme ses portes dans les années 1980. Elle a alors la soixantaine, quand les deux enfants de Berto demandent à leur belle-mère de prendre la gérance d'un New Morning qu'ils importent à Paris.  
La salle de concert de 450 places, implantée dans l'ancienne imprimerie du journal Le Parisien, rue des Petites-Écuries, à proximité des Folies Bergère, est enfin inaugurée le 16 avril 1981 avec, sur scène, les Jazz Messengers d’Art Blakey. 
Stan Getz, l’orchestre de Gil Evans avec Stan Getz et George Lewis, Archie Shepp, Chet Baker, Lionel Hampton, Khaled, Cesaria Evora, Ray Lema, Prince et beaucoup d'autres, s’y succèdent,.
En 2010, Catherine Farhi, la fille cadette, met de côté son travail de professeur à Science Po et prend la suite de sa mère à la direction de la salle.
Eglal Farhi meurt le 25 septembre 2019 à l'âge de 97 ans.

## Publications
- Images d'Égypte (en coll.)[Information douteuse][4],
- L'Égypte que j'aime, raconté par Ibrahim Farhi, préfacé par Simonne Lacouture, légendé par Eglal Zananiri, photographié par Pierre Tétrel, Editions Sun[15],
- Escale au New Morning, Eglal Fahri, Jean-Pierre Julien, Éditeur Gallimard  (ISBN 978-2-07257-297-5)[16].

## Distinctions
- Chevalier de la Légion d'honneur[17].
- Chevalier de l’ordre des Arts et des Lettres par arrêté du 23 octobre 1986[4].